# جوزيبي دراغو
جوزيبي دراغو (بالإيطالية: Giuseppe Drago)‏ هو جراح وسياسي إيطالي، ولد في 29 سبتمبر 1955 في شيكلي في إيطاليا، وتوفي في 21 سبتمبر 2016 في موديكا في إيطاليا. حزبياً، نشط في الحزب الديمقراطي المسيحي الإيطالي. وقد انتخب عضو مجلس النواب في الجمهورية الإيطالية.